# Katalin Marton
Katalin Marton (Budapeste, 9 de dezembro de 1941 – 13 de dezembro de 2019) foi uma matemática húngara.
Marton obteve um doutorado na Universidade Eötvös Loránd em 1965 e trabalhou no Departamento de Matemática Numérica, Instituto Central de Pesquisa de Física, Budapeste, de 1965 a 1973. Influências importantes em sua carreira foram a participação no seminário de combinatória organizado por Alfred Rényi em 1966, conhecendo Roland Dobrushin em Debrecen em 1967 (o que a levou a visitar o Instituto para Problemas na Transmissão de Informação em Moscou em 1969), e sua colaboração com Imre Csiszár que começou em 1972. A partir de 1973 ela trabalhou no Instituto Alfréd Rényi de Matemática da Academia de Ciências da Hungria em Budapeste, visitando os Estados Unidos em 1977 (para o IEEE International Symposium on Information Theory em Ithaca) e em 1979–1980 (encontrando-se com Robert Gray Gallager no Robert Gray Gallager (MIT) e Robert M. Gray na Universidade Stanford).
Marton trabalhou em várias áreas da matemática, incluindo teoria da informação, concentração de medida e teoria das probabilidades. Em um artigo de 1974 sobre a teoria da informação, ela usou uma abordagem combinatória para caracterizar o erro em fontes discretas sem memória sob distorção. Era particularmente conhecida por sua prova de duas páginas, baseada em uma desigualdade de acoplamento teórica da informação, do lema da explosão, publicada em 1986. Este resultado, que surgiu do trabalho de Grigory Margulis em 1974 e que foi desenvolvido por Rudolf Ahlswede, Peter Gács e János Körner, mostra que (em medidas de produto) a vizinhança de um conjunto de tamanho maior do que exponencialmente pequeno tem tamanho próximo a 1. Esse resultado é usado em uma variedade de contextos, incluindo resultados inversos fortes para teoremas de codificação, classificação e seleção de modelo.
Marton também foi responsável pela formulação da chamada Conjectura Polinomial de Freiman-Ruzsa, uma questão central da combinatória aditiva. Esta foi publicado por Imre Ruzsa, mas como ele menciona, esta conjectura veio de Marton. A mesma afirma que se um subconjunto  {\displaystyle A} de um grupo {\displaystyle G} (uma potência de um grupo cíclico) tem pequena constante de duplicação, então {\displaystyle A} reside na união de um número limitado de cosets de algum subgrupo {\displaystyle H}. Essa conjectura é profundamente característica da maneira como Marton realimentou resultados específicos da teoria da informação na corrente principal da matemática.
Outras contribuições importantes de Marton incluíram teoremas de codificação para o canal de transmissão (com o artigo anterior provando o limite interno mais conhecido na região de capacidade do canal de transmissão geral de dois receptores, frequentemente referido como "limite interno de Marton") e muitos outros resultados na concentração da medida, teoria da taxa de distorção e capacidade de gráfico. Marton tinha um número de Erdős 2, por exemplo por meio de sua colaboração com Imre Csiszár e László Lovász.
Em 1996 Marton ganhou o Prêmio Alfréd Rényi do Instituto de Matemática Alfréd Rényi. Em 2013 foi a primeira (e até agora única) vencedora do Prêmio Claude E. Shannon, o prêmio máximo em teoria da informação, do Instituto de Engenheiros Eletricistas e Eletrônicos (IEEE). Como resultado, ela proferiu a Palestra Shannon Lecture no International Symposium on Information Theory em Istambul em 2013, com sua palestra intitulada Distance-Divergence Inequalities. A citação e o esboço biográfico prestaram homenagem às suas contribuições científicas, com o medalhista Fields Cédric Villani escrevendo:

"Marton is one of the leading authorities about the applications of information theory techniques to concentration theory, in particular in the setting of Markov Chains. Most importantly, in the mid-nineties, Marton pointed out the interest and importance of entropy inequalities in the study of the concentration phenomena. Talagrand has acknowledged the influence of Marton in this respect, and this motivated him to establish the famous Talagrand inequality controlling the Wasserstein distance by the square root of the Boltzmann-Shannon information. In turn, the Talagrand inequality triggered the development a whole field, which I explored with Otto, McCann, Lott and others, involving entropy, concentration, transport, Ricci curvature, with very far reaching geometric consequences."